# Luis Suárez (futebolista, 1997)
Luís Javier Suarés é um jogador de futebol colombiano de 27 anos que atua como ponta de lança . Atualmente joga pelo Sporting e pela Seleção Colombiana .
Carreira 
Começou a jogar futebol aos 17 anos no Leones FC , sendo depois emprestado ao Granada e acabando por ser transferido para o Watford FC. Após por três regressos a Espanha e uma passagem pela Argentina, foi contratado pelo OL Marseille . Não de afirmou na Ligue 1 e foi transferido para o UD Alméria onde permaneceu por três temporadas e na última delas , em 24/25, destacou - se como a estrela da  equipa ao marcar 31 golos , 27 na La Liga 2 e 4 na Copa Del Rey , sendo de seguida contratado pelos portugueses do Sporting CP onde espera conquistar títulos, jogar na Liga do Campeões e ganhar destaque para obter a convocatória para o Mundial de 2026 . 

Referências 
https://www.sporting.pt/pt/futebol/equipa-principal/plantel
https://www.sporting.pt/pt/futebol/equipa-principal/plantel/luis-javier-suarez-charris